# دراجین دن
دِراجین دَن که بمعنای «زمین یا سرزمینِ بزرگ» است، روستایی در  دهستان کُزور بخش مینان شهرستان سرباز استان سیستان و بلوچستان ایران است.